# Jens Ploug Hansen
Jens Ploug Hansen (født 30. april 1948 i København, død 25. maj 1998) var en dansk forfatter, fotograf og filmmager, som især blev kendt for sine mange bøger, artikler, fotografier og film om lystfiskeri.